# Frykeruds distrikt
Frykeruds distrikt är ett distrikt i Kils kommun och Värmlands län. Distriktet ligger omkring Fagerås i mellersta Värmland.

## Tidigare administrativ tillhörighet
Distriktet inrättades 2016 och utgörs av Frykeruds socken i Kils kommun.
Området motsvarar den omfattning Frykeruds församling hade vid årsskiftet 1999/2000.

## Tätorter och småorter
I Frykeruds distrikt finns en tätort men inga småorter.

### Tätorter
- Fagerås